# Euaspis abdominalis
Euaspis abdominalis is een vliesvleugelig insect uit de familie Megachilidae. De wetenschappelijke naam van de soort is voor het eerst geldig gepubliceerd in 1773 door Fabricius.